# مگس‌گیر بهشتی بدفورد
مگس‌گیر بهشتی بدفورد (نام علمی: Terpsiphone bedfordi) نام یک گونه از سرده مگس‌گیر بهشتی است.